# 843
Milenii: Mileniul I î.Hr. - Mileniul I - Mileniul al II-lea
Secole: Secolul al VIII-lea - Secolul al IX-lea - Secolul al X-lea
Decenii: Anii 790 Anii 800 Anii 810 Anii 820 Anii 830 - Anii 840 - Anii 850 Anii 860 Anii 870 Anii 880 Anii 890
Ani: 838 839 840 841 842 - 843 - 844 845 846 847 848

## Evenimente
- Regele Kenneth MacAlpin al regatului Scoția, se autointitulează regele ținutului Picților în Alba (galică).
- Tratatul de la Verdun. Împarte Imperiul Carolingian între cei trei fii ai lui Ludovic cel Pios.

## Decese
- 19 aprilie: Judith de Bavaria  (n. 797)
- dată necunoscută: Landulf I de Capua  (n. 795)